# Amores perros
Amores perros (bra: Amores Brutos; prt: Amor Cão) é um filme de drama mexicano de 2000, primeiro longa-metragem do realizador Alejandro González Iñárritu.
É o primeiro de uma trilogia de filmes do realizador que consistem em várias subnarrações relacionadas com o mesmo acontecimento. Os outros dois filmes são 21 Gramas, de 2003, e Babel, de 2006.
Foi considerado pelo The New York Times como um dos 1000 melhores filmes do mundo.

## Sinopse
O filme entrelaça, em um acidente de carro, várias histórias pessoais: a de Octavio, o dono de um cão de rinha, que sonha em fugir com a cunhada Susana; a de Daniel, empresário que abandona a esposa para viver com a modelo Valeria Maya;  e a de Chivo, um catador e assassino de aluguel que busca mudar de vida e voltar à família.

## Elenco
- Gael García Bernal ..... Octavio
- Vanessa Bauche ......... Suzana (cunhada)
- Goya Toledo ............ Valeria Maya (modelo)
- Emilio Echevarría ...... Chivo (mendigo)

## Prêmios
- Academia Mexicana

11 prêmios Ariel, entre eles o de melhor filme, melhor realizador e melhor actor[carece de fontes?]
- BAFTA (Reino Unido)

Melhor filme em língua não inglesa[carece de fontes?]
- Festival de Cannes (França)

Prêmio da crítica[carece de fontes?]
- Indicado ao Óscar de Melhor Filme Estrangeiro em 2001[carece de fontes?]